# Congratulations (låt av Silvía Night)
Congratulations är en låt framförd av Silvía Night. Den är skriven av Night själv i samarbete med Þorvaldur Bjarni Þorvaldsson.
Låten var Islands bidrag i Eurovision Song Contest 2006 i Aten i Grekland. I semifinalen den 18 maj slutade den på trettonde plats med 62 poäng vilket inte var tillräckligt för att gå vidare till finalen.